# Черетянский сельсовет
Черетянский сельсовет (бел. Чараця́нскі сельсавет; до 1983 года — Прокоповский) — административная единица на территории Гомельского района Гомельской области Республики Беларусь. Административный центр — агрогородок Черетянка.

## История
Образован в 1983 году.

## Состав
Черетянский сельсовет включает 8 населённых пунктов:
- Будище — деревня
- Водопой — посёлок
- Займище — деревня
- Залесье — деревня
- Маковье — деревня
- Прокоповка — деревня
- Чаплин — посёлок
- Черетянка — агрогородок